# Delabeling
Pojem delabeling (odznačkování) označuje proces přechodu od deviantní identity jedince k identitě “normální”. Jedná se tedy o termín používaný v terminologii značkovací teorie neboli teorii labelingu, podle které se určití jedinci stávají deviantními proto, že byli takto označeni jinými lidmi. Delabeling popisuje jev opačný: například vyléčený alkoholik ztrácí nálepku „alkoholik“, a zařazuje se tak do "normálního” života.
K samotnému zahájení procesu je nezbytné, aby člověk označený za devianta vykazoval projevy vysoké konformity neboli hyperkonformity (tzn. projevy chování, které jsou ve společnosti považovány za žádoucí) a zároveň se vyvaroval veškerých indikátorům své deviace. Uskutečnění tohoto procesu je ale v lidské společnosti velmi složité, jelikož veřejnost není příliš ochotná nositele nálepky devianta zpětně označit za “normálního”. Většina lidí odmítá sejmutí nálepky ze strachu z opakovaných deviantních projevů.

## Imputéři normality
Za imputéry normality jsou považováni jedinci, kteří se na rozdíl od veřejnosti cíleně snaží označkovaným deviantům imputovat normální identitu. Tyto snahy mohou někdy probíhat i bez vědomé spolupráce nebo vůle označkovaných jedinců. To se děje především na úplném začátku procesu. Za imputéry normality lze označit například pracovníky svépomocných skupin, sociální pracovníky nebo zaměstnavatele, kteří úmyslně zaměstnávají bývalé vězně či propuštěné psychiatrické pacienty. Tyto osoby mají většinou velmi malé požadavky pro zařazení jedince do normální kategorie.
Vyjádření podpory delabelingu jedinců, kteří jsou považováni za deviantní, je ale značně rizikové, jelikož se i samotní imputéři normality vystavují riziku, že na ně bude přeneseno deviantní stigma. Je proto nezbytné, aby měli ve společnosti určitou autoritu a prestiž a zároveň se opírali o všeobecně známou a uznávanou (např. vědeckou nebo náboženskou) teorii.

## Proces imputace normality
Zahájení imputace normality je snazší u jedinců, jejichž deviantní projevy nejsou přímo viditelné, ale mohou své vlastnosti nebo chování před okolím skrývat. Proces také usnadňuje, pokud jedinec disponuje vlastnostmi, které se zdají neslučitelné s deviantní identitou (vysoký sociální status, inteligence, fyzická přitažlivost) a pokud se vyskytuje na místech považovaných za normální (školy, zaměstnání, restaurace).

## Elevační ceremoniály
Je-li imputace zahájena, je často podporována "normálními" i deviantními osobami v jeho okolí, nejlépe za pomoci veřejných, formálních a dramatických elevačních ceremoniálů, během nichž se příslušný jedinec veřejně a oficiálně prohlásí za "nový typ člověka" (např. u anonymních alkoholiků). Poté se jedinec pohybuje na místech považovaných za normální (dříve například bary u alkoholiků, po elevačním ceremoniálu - školy, konvenční zaměstnání) a neobklopuje se předměty z jeho deviační fáze. Přijetí normální identity podporuje jeho vysoká orientace (absence pocitů úzkosti a nejistoty spojených s neschopností zvládat problémové a stresové situace), jeho pozitivní vztah k imputérům normality a shoda jeho kognitivních kategorií s imputovanou normální identitou.
Takto transformovaní devianti se podle Loflanda většinou nestávají normálními v běžném pojetí, ale stávají se hypermorálními. Jejich okolí může tuto situaci jednak hodnotit kladně, ale také ji může považovat za novou deviaci, případně za pokračování deviace původní.
Rituály přechodu (ceremoniály zvyšující status, ceremoniály snižující status) probíhají ve specifických sociálních skupinách a organizacích. Osvojení nové identity musí být přitom podporováno sociální skupinou či komunitou.

### Složky elevačního ceremoniálu podle Rouse tvoří
1. Komunita podporující elevaci aktérovy identity
2. Degradovaný (deviantní) aktér usilující o změnu své identity a sociální role
3. Zvěstovatel jako klíčová složka procesu, jenž iniciuje a koordinuje elevační proces a zajišťuje aktérovi potřebnou sociální podporu
4. Krize či událost podporující elevaci

Úspěšnost elevačních ceremoniálů je podle Rouse vázána na několik podmínek. Elevující aktér musí být považován za jedinečného, musí být podporován okolím a toto okolí musí být již transformovaní jedinci, kteří aktéra přijímají mezi sebe.

## Delabeling na příkladě alkoholismu
Jedním ze známých příkladů delabellingu je léčení alkoholismu, čímž se zabývá Dvanáctikrokový program.
Lidé se zbavují labelu “alkoholik”, když se očistí od užívání alkoholu. Společnost tento label odebírá člověku až po důkladném zhodnocení jeho či její abstinence.
Aby mohlo k delabelingu dojít, musí být nejprve přesně identifikován a potvrzen tento label.
Prvním krokem z 12krokového programu vedoucího k abstinenci, tedy delabelingu, je sebeuvědomění si, že subjekt opravdu závislý na alkoholu je. Když je tento label identifikován, nastává odloučení subjektu od aktivit či lidí, kteří jsou s labelem alkoholismu spojeni. Člověk se ale přesto v tomto programu setkává s alkoholiky v léčení, cílem těchto setkání je však sdílení odhodlání zbavit se závislosti. Když se subjekt zbaví závislosti na alkoholu, vstoupí do “nového světa”.
Delabeling je dokončen, když subjekt zaujme novou roli a identitu v jeho “normálním” životě.
Je zřejmé, že delabeling často vede k přiřazení nového labelu. Ve výše zmíněném případě je pravděpodobné, že subjekt získá nový label jako například “vyléčený alkoholik” či „abstinent“ ve chvíle, kdy se zbaví labelu “alkoholik”.